# Nealcidion alboplagiatum
Nealcidion alboplagiatum är en skalbaggsart som först beskrevs av Martins och Monné 1974.  Nealcidion alboplagiatum ingår i släktet Nealcidion och familjen långhorningar. Inga underarter finns listade i Catalogue of Life.